# Ixora stenura
Ixora stenura är en måreväxtart som beskrevs av Cornelis Eliza Bertus Bremekamp. Ixora stenura ingår i släktet Ixora och familjen måreväxter. Inga underarter finns listade i Catalogue of Life.